# MuPDF
MuPDF é um leitor de PDF desenvolvido pela Artifex Software, Inc. que suporta os formatos Portable Document Format (PDF), XPS, e EPUB. Gratuito e possui versões para Microsoft Windows, Android e Linux.
A biblioteca vem com um visualizador rudimentar para X11 e Windows, e um conjunto de ferramentas de linha de comando para renderização em lote (mutool draw), examinando a estrutura do arquivo (mutool show) e reescrevendo arquivos (mutool clean). Versões posteriores também possuem um interpretador JavaScript (mutool run) que permite executar roteiros para criar e editar arquivos PDF.